# بازدارنده‌های پروتئاز
بازدارنده‌های پروتئاز (به انگلیسی: Protease inhibitors) یک دسته از داروهای ضد ویروسی است که به‌طور گسترده‌ای از آن‌ها جهت درمان ایدز و هپاتیت C استفاده می‌شود. بازدارنده‌های پروتئاز از طریق اتصال به پروتئاز ویروس «اچ آی وی» از تکثیر ویروس جلوگیری می‌کنند.
با این که این داروها از دقت بالایی برخوردار می‌باشند، خطر ایجاد مقاومت علیه دارو (چیزی شبیه به مقاومت علیه آنتی‌بیوتیکها) وجود دارد، و دلیل آن هم جهش یافتن ویروس «اچ آی وی» می‌باشد. برای کاهش این خطر می‌توان از چندین داروی مختلف همزمان با هم استفاده نمود به صورتی که هر یک به اهداف مختلف حمله کنند.